# نشریه شیمی ومهندسی شیمی ایران
نشریه شیمی و مهندسی شیمی ایران
نشریه شیمی و مهندسی شیمی ایران (به انگلیسی: Nashrieh Shimi Va Mohandesi Shimi Iran (NSMSI)) یکی از مجلات علمی و تخصصی در حوزهٔ شیمی و مهندسی شیمی است که از سال ۱۳۶۰ توسط پژوهشکده توسعه صنایع شیمیایی ایران، وابسته به جهاد دانشگاهی، منتشر می‌شود.
این نشریه به صورت فصل‌نامه و با داوری دقیق، مقالات علمی‌پژوهشی را در زمینه‌های مختلف شیمی، مهندسی شیمی، نانوشیمی، شیمی تجزیه، شیمی فیزیک و شیمی کاربردی منتشر می‌کند و بستری برای تبادل یافته‌های پژوهشی میان جامعه علمی و صنعتگران، مهندسان و پژوهشگران فراهم می‌آورد. زبان انتشار مجله فارسی با چکیده انگلیسی است.
مقالات منتشر شده در این مجله در پایگاه‌هایی همچون CAS، ISC، Google Scholar، Magiran، سیویلیکا و پایگاه نشریات علمی ایران نمایه می‌شوند.

## ساختار مدیریتی
مدیر مسئول: مهندس میر علی اصغر زینالی دانالو
سردبیر: دکتر فتح اله پورفیاض

## هیئت تحریریه
- دکتر جعفر توفیقی داریان
- دکتر داوود رشتچیان
- دکتر سید عباس شجاع الساداتی
- دکتر امیر حسین محمدی
- دکتر پرویز رشیدی رنجبر
- دکتر علی اکبر صبوری
- دکتر علی خلج
- دکتر نادر علیزاده مطلق
- دکتر ابراهیم واشقانی فراهانی
- دکتر محمد حسین احمدی